# The Archer
"The Archer" é uma canção da cantora e compositora estadunidense Taylor Swift, contida em seu sétimo álbum de estúdio, Lover (2019). A faixa, escrita e produzida por Swift e Jack Antonoff, foi lançada como o primeiro single promocional do álbum em 23 de julho de 2019. "The Archer" é uma balada de synth-pop e dream pop, que contém sintetizadores pesados, sons minimalistas e um ritmo lento. Elogiada por sua letra artística, a canção documenta os altos e baixos dos relacionamentos de Swift. A faixa foi aclamada pelos críticos de música, que compararam-na a "All Too Well" (2012).

## Antecedentes e composição
"The Archer" foi escrita e produzida por Swift e Jack Antonoff em duas horas, quando eles estavam na Califórnia. Os dois já haviam colaborado anteriormente em "Sweeter than Fiction" (2013), 1989 (2014), "I Don't Wanna Live Forever" (2016), e Reputation (2017). Swift lançou um teaser da canção em um post em seu Instagram em 22 de julho de 2019. No dia seguinte, a canção foi revelada como sendo a quinta faixa de seu futuro álbum de estúdio, Lover (2019), através de sua pré-venda na iTunes Store. Em relação ao posicionamento da canção no número cinco da lista de faixas, Swift explicou que ela sempre coloca a faixa mais "honesta, emocional, vulnerável e pessoal" nessa posição.
"The Archer" é uma balada de synth-pop e dream pop, que contém sintetizadores pesados, sons minimalistas e um ritmo lento. A canção, descrita como "mais sombria e mais introspectiva" do que os singles anteriores, mostra um lado "mais vulnerável e confessional" da cantora, uma vez que a apresenta como "ambas, a caçadora e a caçada". De acordo com Jael Goldfine, da revista Paper, a canção "cresce até um clímax febril", após o qual Swift interpola a letra da canção de ninar "Humpty Dumpty", para "descrever sua angústia emocional", e então "traz tudo de volta para como sua vida foi marcada por inimigos e traição."

## Lyric video
Em 23 de julho de 2019, um lyric video da canção foi lançado no YouTube. A letra, no vídeo, usa uma fonte manuscrita, enquanto o fundo do vídeo é composto de nuvens coloridas se movendo. No final, há alguns segundos de neve caindo. O lyric video já ultrapassou 11 milhões de visualizações no YouTube.

## Apresentações ao vivo
A primeira apresentação ao vivo da música de Swift foi uma versão acústica no "Lover's Lounge", uma sessão de perguntas e respostas transmitida ao vivo no YouTube em 22 de agosto de 2019. No dia seguinte, ela novamente apresentou a música acusticamente na SiriusXM Town Hall. A música foi incluída no setlist de Swift para o Live Radio da BBC Radio 1 em 2 de setembro. Em 9 de setembro, Swift tocou a música no show da City of Lover, em Paris, França.

## Recepção crítica
"The Archer" recebeu aclamação dos críticos de música. Claire Shaffer, da revista Rolling Stone, chamou a canção de "uma balada sombria e com synth pesado, centrada na metáfora do arqueiro". Rania Aniftos da revista Billboard opinou que ela é "brilhante, arejada", e que Swift "derruba a parede que ela constrói, pedindo à pessoa que ela ama que aceite ela por completo, ao cantar". Escrevendo para a Forbes, Caitlin Kelley afirmou que a letra de "The Archer" mostra-se "como um reconhecimento mais nuançado dos altos e baixos de seus bem famosos relacionamentos", acrescentando que "a maior força da canção é a astúcia de [seus] versos". Sofiana Ramli, do site NME, escreveu que "a canção expõe as inseguranças da cantora", descrevendo-a como "delicada e sonhadora na mesma veia minimalista" de "All Too Well" (2012).
Chris Willman, da revista Variety, opinou que sua "letra reflete um estado de espírito suspeito em um relacionamento aparentemente feliz, onde antigos medos surgem facilmente", e também fez comparações a "All Too Well". Escrevendo para o site Vulture, Jackson McHenry afirmou que "The Archer" encontra "Taylor entrando em um ritmo mais lento", acrescentando que "é potencialmente uma admissão de que ela, de fato, ama drama e entrar em brigas, mesmo que tenha interpretado a vítima, mas também poderia ser uma metáfora". Constance Grady, do site Vox, escreveu que a canção "é esparsa e minimalista, e mostra um pouco de auto-ódio, da forma como Swift pode ocasionalmente ficar quando está mais vulnerável como compositora", acrescentando que ela é "exponencialmente mais emocional e poderosa" do que os singles anteriores.

## Desempenho nas tabelas musicais
"The Archer" estreou na posição de número 100 na parada britânica UK Singles Chart, posteriormente chegando ao número 43. Além disso, a canção estreou em 17º lugar na Escócia, 69º na Irlanda, posteriormente chegando ao número 31, 28º na Nova Zelândia, e 55º na parada canadense Canadian Hot 100. "The Archer" estreou na parada estadunidense no Billboard Hot 100 na posição de número 69, tornando-se a 80ª canção de Swift a entrar na parada. Na Austrália, a canção estreou em 55º lugar, e chegou ao 19º na semana seguinte.

### Posições
| Tabela musical (2017–18)               | Melhor posição |
| -------------------------------------- | -------------- |
| Austrália (ARIA Charts)                | 19             |
| Bélgica (Ultratip de Flandres)         | 29             |
| Canadá (Canadian Hot 100)              | 55             |
| China (China Airplay Chart)            | 2              |
| Escócia (The Official Charts Company)  | 17             |
| Eslováquia (Singles Digitál Top 100)   | 63             |
| Estónia (Eesti Ekspress)               | 32             |
| Estados Unidos (Billboard Hot 100)     | 69             |
| Estados Unidos (Rolling Stone Top 100) | 28             |
| Hungria (MAHASZ)                       | 22             |
| Irlanda (IRMA Single Top 40)           | 31             |
| Nova Zelândia (NZ Top 40 Singles)      | 28             |
| Reino Unido (UK Singles Chart)         | 43             |
| Chéquia (IFPI Česká Republika)         | 69             |
| Suécia (Sverigetopplistan)             | 6              |
| Singapura (RIAS)                       | 18             |

## Certificações
| País (Empresa)   | Certificação | Vendas |
| ---------------- | ------------ | ------ |
| Austrália (ARIA) | Ouro         | 35,000 |

## Créditos
Créditos adaptados do serviço de distribuição digital Tidal.
- Taylor Swift – vocais, composição, produção
- Jack Antonoff – produção, composição, programação, engenharia, teclado
- Laura Sisk – engenharia
- John Rooney – assistência de engenharia
- Serban Ghenea – mixagem,
- John Hanes – engenharia de mixagem

## Histórico de lançamento
| Região | Data                | Formato                    | Gravadora                | Ref.   |
| ------ | ------------------- | -------------------------- | ------------------------ | ------ |
| Mundo  | 23 de julho de 2019 | Download digital streaming | Taylor Swift Productions | [ 38 ] |